# 贾和达·巴巴里科夫
贾和达·巴巴里科夫（1917年—2010年4月3日），中華人民共和國政治人物、歷史學家，1956年至1958年任伊犁哈薩克自治州州長。